# Маргарета от Хоенцолерн-Нюрнберг
Маргарета от Хоенцолерн-Нюрнберг (на немски: Margarethe von Hohenzollern-Nürnberg, * 1367, † 15 януари 1406) от род Хоенцолерн е чрез женитба ландграфиня на Хесен.
Тя е дъщеря на бургграф Фридрих V от Нюрнберг (1333 – 1398) и на принцеса Елизабет от Майсен (1329 – 1375), внучка на император Лудвиг Баварски.

## Фамилия
Маргарета се сгодява на 20 август и се омъжва на 15 октомври 1383 г. в Кулмбах за ландграф Херман II фон Хесен († 1413). Тя е втората му съпруга. Двамата имат осем деца, от които само три живеят по-дълго:
- Анна (1385 – 1386)
- Хайнрих (1387 – 1394)
- Елизабет (1388 – 1394)
- Маргарета (1389 – 1446), ∞ за херцог Хайнрих I от Брауншвайг-Люнебург (1355 – 1416) от род Велфи
- Агнес фон Хесен (1391 – 1471), ∞ за херцог Ото II от Брауншвайг-Гьотинген (1380 – 1463) от род Велфи
- Херман (1396 – 1406)
- Фридрих (1398 – 1402)
- Лудвиг I (1402 – 1458), ландграф на Хесен, ∞ 1436 г. за Анна Саксонска (1420 – 1462) от род Ветини